# 矩尺座γ¹
矩尺座γ¹，又名CD-4910474，HD 146143、SAO 226619、HR 6058，是矩尺座的一颗恒星，视星等为4.99，位于銀經333.04，銀緯0.39，其B1900.0坐标为赤經16h 9m 31.5s，赤緯-49° 0.39′ 5″。